# Kleśnica, Tỉnh West Pomeranian
Kleśnica [klɛɕˈnit͡sa] là một khu định cư ở khu hành chính của Gmina widwin, trong quận Świdwin, West Pomeranian Voivodeship, ở phía tây bắc Ba Lan. Nó nằm khoảng 11 kilômét (7 mi) về phía tây của Świdwin và 79 km (49 mi) về phía đông bắc của thủ đô khu vực Szczecin.